# Toara Daniel
Toara Daniel Kalo, né le 12 janvier 1959, est un homme politique vanuatais.
Il effectue sa scolarité dans les écoles coloniales britanniques, du temps du condominium franco-britannique des Nouvelles-Hébrides. Il étudie ensuite l'ingénierie à l'Institut de Technologie de Honiara aux îles Salomon, puis à l'Institut de Technologie des Fidji, où il obtient un diplôme en ingénierie diesel en 1981, un an après l'indépendance du Vanuatu,. Il est employé comme ingénieur par l'entreprise Vanua Navigation, puis (de 1982 à 2001) par la société d'accolage NISCOL, à Espiritu Santo. Il y devient ingénieur-en-chef en 1985.
En 2002, il fait son entrée au Parlement, élu député de la circonscription des îles Shepherd sous l'étiquette de l'Union des partis modérés (centre-droit francophone). L'année suivante, il rejoint les rangs de la Confédération verte (écologiste), et siège dès lors pour ce parti. Il conserve son siège aux élections de 2004, 2008, 2012 et 2016, toujours sous l'étiquette des Verts,. En 2012, le premier ministre Sato Kilman le nomme ministre de l'Intérieur. En mars 2013, Moana Carcasses Kalosil, chef de la Confédération verte, succède à Kilman comme premier ministre, et nomme Daniel ministre du Commerce extérieur et des industries. Le mois suivant, il devient ministre de la Justice. À cette occasion, il s'oppose publiquement à l'idée de réintroduire la peine de mort, qui avait été proposée par son prédécesseur Silas Yatan avec le soutien du Malvatumauri (conseil national des chefs, dont le rôle est consultatif). Il perd ce poste en mai 2014 lorsque le gouvernement Carcasses perd la confiance du Parlement. En juin 2015, Sato Kilman redevient premier ministre, et nomme Daniel ministre de la Jeunesse et des Sports. En octobre, à l'occasion d'un remaniement ministériel, il devient ministre de l'Éducation. En février 2016, le nouveau premier ministre Charlot Salwai le nomme ministre de la Santé,,. 